# Rodemack
Rodemack är en kommun i departementet Moselle i regionen Grand Est (tidigare regionen Lorraine) i nordöstra Frankrike. Kommunen ligger i kantonen Cattenom som tillhör arrondissementet Thionville-Est. År 2022 hade Rodemack 1 282 invånare.
Orten har medeltida bebyggelse och hör till Les plus beaux villages de France (Frankrikes vackraste byar). Varje sommar anordnas här en medeltidsfestival.
I Sankt Nikolai kyrka finns stoftet av en svensk prinsessa begravt, Gustav Vasas dotter Cecilia (1540-1627) som var gift markgrevinna av Baden-Rodemachen.

## Befolkningsutveckling
Antalet invånare i kommunen Rodemack
| Referens: INSEE |